# Чедвик, Джейми
Джейми Лора Чедвик  (англ. Jamie Laura Chadwick; род. 20 мая 1998) — британская профессиональная  автогонщица, в настоящее время участвующая в Региональном европейском чемпионате Формулы и Серии W. Она выиграла каждый чемпионат Серии W, который когда-либо проходил, в 2019, 2021 и 2022.

## Биография
Джейми Чедвик родилась в Бате, а затем выросла на острове Мэн. Ее отец Майкл —  застройщик, а мать Жасмин —  бизнес-леди индийского происхождения..   В конечном итоге Чедвик получила образование в колледже Челтнема, совместном обучении в интернате и дневной независимой школе. В настоящее время она проживает в Лондоне.
Она выиграла первый чемпионат Серии W в 2019 году и в том же году присоединилась к Williams Driver Academy в качестве тестового пилота.

## Статистика выступлений

### Сводная таблица
| Сезон   | Серия                                         | Команда                    | Старты                  | Победы                  | Поулы                   | БК                      | Подиумы                 | Очки                    | Место                   |
| ------- | --------------------------------------------- | -------------------------- | ----------------------- | ----------------------- | ----------------------- | ----------------------- | ----------------------- | ----------------------- | ----------------------- |
| 2013    | Чемпионат Джинетта среди юниоров              | JHR Developments           | 20                      | 0                       | 0                       | 0                       | 0                       | 221                     | 10                      |
| 2014    | Чемпионат Джинетта среди юниоров              | JHR Developments           | 20                      | 0                       | 0                       | 0                       | 5                       | 287                     | 8                       |
| 2015    | Британский чемпионат GT — (GT4)               | Beechdean-AMR              | 9                       | 2                       | 0                       | 0                       | 5                       | 164.5                   | 1                       |
| 2015    | 24 часа Сильверстоуна                         | Beechdean-AMR              | 1                       | 1                       | 1                       | 1                       | 1                       | N/A                     | 1                       |
| 2016    | Британский чемпионат GT — (GT4)               | Beechdean-AMR              | 4                       | 0                       | 0                       | 0                       | 0                       | 29                      | 15                      |
| 2016    | Британский чемпионат GT — (GT4)               | Generation AMR SuperRacing | 2                       | 0                       | 0                       | 0                       | 0                       | 29                      | 15                      |
| 2017    | BRDC Британский чемпионат Формулы-3           | Double R Racing            | 24                      | 3                       | 1                       | 2                       | 1                       | 264                     | 9                       |
| 2018    | BRDC Британский чемпионат Формулы-3           | Douglas Motorsport         | 24                      | 1                       | 0                       | 0                       | 2                       | 260                     | 8                       |
| 2018/19 | MRF Challenge — (Formula 2000)                | MRF Racing                 | 15                      | 6                       | 0                       | 5                       | 9                       | 280                     | 1                       |
| 2019    | Серия W                                       | Hitech Grand Prix          | 6                       | 2                       | 3                       | 0                       | 5                       | 110                     | 1                       |
| 2019    | Азиатский чемпионат Формулы-3                 | Seven GP                   | 3                       | 0                       | 0                       | 0                       | 0                       | 18                      | 14                      |
| 2019    | Открытый чемпионат Евроформулы                | Double R Racing            | 0                       | 0                       | 0                       | 0                       | 0                       | —                       | НКЛ                     |
| 2019/20 | Азиатский чемпионат Формулы-3                 | Absolute Racing            | 15                      | 1                       | 0                       | 2                       | 4                       | 139                     | 4                       |
| 2020    | Серия W                                       | Hitech Grand Prix          | Сезон 2020 года отменён | Сезон 2020 года отменён | Сезон 2020 года отменён | Сезон 2020 года отменён | Сезон 2020 года отменён | Сезон 2020 года отменён | Сезон 2020 года отменён |
| 2020    | Региональный европейский формульный чемпионат | Prema Powerteam            | 23                      | 0                       | 0                       | 0                       | 1                       | 80                      | 9                       |
| 2021    | Серия W                                       | Veloce Racing              | 8                       | 4                       | 4                       | 3                       | 7                       | 159                     | 1                       |
| 2021    | Экстрим E                                     | Veloce Racing              | 2                       | 0                       | 0                       | 0                       | 1                       | 48                      | 10                      |
| 2022    | Серия W                                       | Jenner Racing              | 7                       | 5                       | 3                       | 3                       | 6                       | 143                     | 1                       |
| 2023    | Indy NXT                                      | Andretti Autosport         | 1                       | 0                       | 0                       | 0                       | 0                       | 17                      | 14*                     |
| Сезон   | Серия                                         | Команда                    | Старты                  | Победы                  | Поулы                   | БК                      | Подиумы                 | Очки                    | Место                   |

- Сезон продолжается.

| Легенда к таблице |                                                                       |
| --- | --------------------------------------------------------------------- |
| В таблице перечислены результаты всех гонок, в которых принимала участие гонщица. Строками таблицы являются сезоны, столбцами — этапы серии. В каждой клетке указаны сокращённое название этапа и результат, дополнительно обозначенный цветом. Расшифровка обозначений и цветов представлена в нижеследующей таблице. |                                                                       |
| \| Пример \| Описание \| \| ------------ \| --------------------------------------------------------------------- \| \| 1 \| Победительница \| \| 2 \| Второе место \| \| 3 \| Третье место \| \| 5 \| Финишировала, заработав очки \| \| Сход \| Не финишировала, но при этом заработала очки \| \| 12 \| Финишировала, не получив очков \| \| НКЛ \| Финишировала, но не попала в финальную классификацию \| \| 15 \| Участвовала вне зачёта, либо по отдельной классификации \| \| 18 \| Не финишировала, но попал в финальную классификацию \| \| Сход \| Не финишировала \| \| НКВ \| Не прошла квалификацию \| \| НПКВ \| Не прошла предквалификацию \| \| ДСК \| Дисквалифицирована \| \| ИСК \| Исключена из протокола соревнований \| \| ТТ \| Участвовала только в тренировках \| \| НС \| Участвовала в квалификации, но не стартовала в гонке \| \| Т \| Травмирована или больна \| \| ОТК \| Отказ от участия \| \| НТР \| Прибыла на соревнования, но на трассу не выезжала \| \| НПР \| Была заявлена в числе участников, но не прибыла к началу соревнований \| \| О \| Соревнования отменены \| \| \| Не участвовала \| \| Поул-позиция \| \| \| Быстрый круг \| \| |                                                                       |
| Пример | Описание                                                              |
| 1 | Победительница                                                        |
| 2 | Второе место                                                          |
| 3 | Третье место                                                          |
| 5 | Финишировала, заработав очки                                          |
| Сход | Не финишировала, но при этом заработала очки                          |
| 12 | Финишировала, не получив очков                                        |
| НКЛ | Финишировала, но не попала в финальную классификацию                  |
| 15 | Участвовала вне зачёта, либо по отдельной классификации               |
| 18 | Не финишировала, но попал в финальную классификацию                   |
| Сход | Не финишировала                                                       |
| НКВ | Не прошла квалификацию                                                |
| НПКВ | Не прошла предквалификацию                                            |
| ДСК | Дисквалифицирована                                                    |
| ИСК | Исключена из протокола соревнований                                   |
| ТТ | Участвовала только в тренировках                                      |
| НС | Участвовала в квалификации, но не стартовала в гонке                  |
| Т | Травмирована или больна                                               |
| ОТК | Отказ от участия                                                      |
| НТР | Прибыла на соревнования, но на трассу не выезжала                     |
| НПР | Была заявлена в числе участников, но не прибыла к началу соревнований |
| О | Соревнования отменены                                                 |
| | Не участвовала                                                        |
| Поул-позиция |                                                                       |
| Быстрый круг |                                                                       |

### Результаты выступлений в Серии W
| Год        | Команда           | Шасси           | Двигатель                  | 1    | 2    | 3   | 4   | 5    | 5    | 6    | 7    | 7    | 7    | Место | Очки |
| 2019       | Hitech Grand Prix | Tatuus F3 T-318 | Autotecnica Motori 1.8 L4T | ХОК  | ЗОЛ  | МИЗ | НОР | АСС  | АСС  | БРХ  |      |      |      | 1     | 110  |
| ---------- | ----------------- | --------------- | -------------------------- | ---- | ---- | --- | --- | ---- | ---- | ---- | ---- | ---- | ---- | ----- | ---- |
| 2019       | Hitech Grand Prix | Tatuus F3 T-318 | Autotecnica Motori 1.8 L4T | 1    | 2    | 1   | 3   | Г1 3 | Г2 8 | 4    |      |      |      | 1     | 110  |
|            |                   |                 |                            | 1    | 2    | 3   | 4   | 5    | 6    | 7    | 7    | 8    | 8    |       |      |
| 2021       | Veloce Racing     | Tatuus F3 T-318 | Autotecnica Motori 1.8 L4T | РБР1 | РБР2 | СИЛ | ХУН | СПА  | ЗАН  | АМЕ  | АМЕ  |      |      | 1     | 159  |
| 2021       | Veloce Racing     | Tatuus F3 T-318 | Autotecnica Motori 1.8 L4T | 6    | 1    | 3   | 1   | 2    | 2    | Г1 1 | Г2 1 |      |      | 1     | 159  |
|            |                   |                 |                            | 1    | 1    | 2   | 3   | 4    | 5    | 6    | 7    | 8    | 8    |       |      |
| 2022       | Jenner Racing     | Tatuus F3 T-318 | Autotecnica Motori 1.8 L4T | МАЯ  | МАЯ  | КАТ | СИЛ | ЛЕК  | ХУН  | МАР  | АМЕ  | БРР  | БРР  | 1     | 143  |
| 2022       | Jenner Racing     | Tatuus F3 T-318 | Autotecnica Motori 1.8 L4T | Г1 1 | Г2 1 | 1   | 1   | 1    | 2    | Сход | О    | Г1 О | Г2 О | 1     | 143  |
| Источники: |                   |                 |                            |      |      |     |     |      |      |      |      |      |      |       |      |

### Результаты выступлений в Формуле-3

#### Азиатский чемпионат Формулы-3
| Год        | Команда         | Шасси           | Двигатель           | 1     | 1     | 1     | 2     | 2     | 2     | 3     | 3     | 3     | 4     | 4     | 4     | 5     | 5     | 5     | Место | Очки |
| 2019       | Seven GP        | Tatuus F3 T-318 | Alfa Romeo 1.75 L4T | СЕП   | СЕП   | СЕП   | ЧАН   | ЧАН   | ЧАН   | СУЗ   | СУЗ   | СУЗ   | МАШ 1 | МАШ 1 | МАШ 1 | МАШ 2 | МАШ 2 | МАШ 2 | 14    | 18   |
| ---------- | --------------- | --------------- | ------------------- | ----- | ----- | ----- | ----- | ----- | ----- | ----- | ----- | ----- | ----- | ----- | ----- | ----- | ----- | ----- | ----- | ---- |
| 2019       | Seven GP        | Tatuus F3 T-318 | Alfa Romeo 1.75 L4T | Г1 6  | Г2 12 | Г3 5  | Г1 НУ | Г2 НУ | Г3 НУ | Г1 НУ | Г2 НУ | Г3 НУ | Г1 НУ | Г2 НУ | Г3 НУ | Г1 НУ | Г2 НУ | Г3 НУ | 14    | 18   |
| 2019/20    | Absolute Racing | Tatuus F3 T-318 | Alfa Romeo 1.75 L4T | СЕП 1 | СЕП 1 | СЕП 1 | ДУБ   | ДУБ   | ДУБ   | АБУ   | АБУ   | АБУ   | СЕП 2 | СЕП 2 | СЕП 2 | ЧАН   | ЧАН   | ЧАН   | 4     | 139  |
| 2019/20    | Absolute Racing | Tatuus F3 T-318 | Alfa Romeo 1.75 L4T | Г1 7  | Г2 10 | Г3 8  | Г1 6  | Г2 11 | Г3 8  | Г1 9  | Г2 8  | Г3 9  | Г1 3  | Г2 4  | Г3 6  | Г1 2  | Г2 2  | Г3 3  | 4     | 139  |
| Источники: |                 |                 |                     |       |       |       |       |       |       |       |       |       |       |       |       |       |       |       |       |      |

#### Результаты выступлений в региональном европейском формульном чемпионате
| Год        | Команда         | Шасси           | Двигатель               | 1    | 1    | 1    | 2     | 2     | 2    | 3       | 3     | 3    | 4    | 4    | 4    | 5     | 5       | 5    | 6     | 6    | 6     | 7       | 7    | 7     | 8    | 8    | 8    | Место | Очки |
| 2020       | Prema Powerteam | Tatuus F3 T-318 | Renault 1.8 MR18 FR L4T | МИЗ  | МИЗ  | МИЗ  | ЛЕК   | ЛЕК   | ЛЕК  | РБР     | РБР   | РБР  | МУД  | МУД  | МУД  | МНЦ   | МНЦ     | МНЦ  | КАТ   | КАТ  | КАТ   | ИМО     | ИМО  | ИМО   | ВАЛ  | ВАЛ  | ВАЛ  | 9     | 80   |
| ---------- | --------------- | --------------- | ----------------------- | ---- | ---- | ---- | ----- | ----- | ---- | ------- | ----- | ---- | ---- | ---- | ---- | ----- | ------- | ---- | ----- | ---- | ----- | ------- | ---- | ----- | ---- | ---- | ---- | ----- | ---- |
| 2020       | Prema Powerteam | Tatuus F3 T-318 | Renault 1.8 MR18 FR L4T | Г1 3 | Г2 8 | Г3 6 | Г1 10 | Г2 10 | Г3 9 | Г1 Сход | Г2 10 | Г3 5 | Г1 9 | Г2 7 | Г3 8 | Г1 10 | Г2 Сход | Г3 8 | Г1 10 | Г2 9 | Г3 10 | Г1 Сход | Г2 9 | Г3 10 | Г1 8 | Г2 О | Г3 7 | 9     | 80   |
| Источники: |                 |                 |                         |      |      |      |       |       |      |         |       |      |      |      |      |       |         |      |       |      |       |         |      |       |      |      |      |       |      |

### Результаты выступлений в cерии Экстрим E
| Год        | Команда       | Автомобиль       | 1     | 1     | 2    | 2   | 3     | 3    | 4     | 4    | 5    | 5   | Место | Очки |
| 2021       | Veloce Racing | Spark Odyssey 21 | ПУС   | ПУС   | ОКЕ  | ОКЕ | АРК   | АРК  | ОСТ   | ОСТ  | ЮРП  | ЮРП | 10    | 48   |
| ---------- | ------------- | ---------------- | ----- | ----- | ---- | --- | ----- | ---- | ----- | ---- | ---- | --- | ----- | ---- |
| 2021       | Veloce Racing | Spark Odyssey 21 | КВ НС | Г ОТК | КВ 6 | Г 2 | КВ НУ | Г НУ | КВ НУ | Г НУ | КВ 6 | Г 6 | 10    | 48   |
| Источники: |               |                  |       |       |      |     |       |      |       |      |      |     |       |      |

### Комментарии
1. 1 2 3 4  Из за финансовых проблем, организаторы чемпионата отменили два последних заокеанских этапа, одну гонку с США и две в Мексик.
2. ↑  Некоторые достижения сдвинуты на одну строчку так как два пилота выступали вне зачёта, их достижения не шли в зачёт..
3. ↑  Пилот не финишировал в гонке, но был классифицирован, так как преодолел более 90% дистанции гонки